# Aero Ab-101
Aero Ab-101 byl československý bombardovací dvouplošník, který vznikl vývojem z letounu Aero A-100, resp. A-101, do něhož byl instalován motor Praga HS 12Ydrs. Prototyp letounu vzlétl 25. března 1936 a ukázalo se, že se nejedná o příliš zdařilý typ. Nedošlo k očekávanému nárůstu rychlosti proti jeho předchůdci, ačkoliv stoupavost a dolet mírně vzrostly. Letoun také unesl větší pumový náklad a zlepšila se jeho schopnost operovat z kratších vzletových a přistávacích drah polních letišť. Typ byl vyráběn zejména protože v krátkodobém časovém horizontu nebylo možné zahájit výrobu letounů modernější konstrukce. V provozu na polních letištích, na nichž stroje strávily téměř nepřetržitě dobu od konce května do začátku října 1938, docházelo k navlhání dřevěných dílů křídel, proto měly letouny omezenou rychlost v klesavém letu na 300 km/hod. V boji při vhodném počasí s využitím oblačnosti mohly efektivně sloužit i ve dne. Letouny nosily pumy o váze až 200 kg, část v trupové pumovnici, část na závěsnících pod křídlem. Při mobilizaci v roce 1938 sloužilo u čs. letectva 60 kusů těchto strojů, které po okupaci roku 1939 ukořistil Wehrmacht.
S jediným  Ab-101 ve výzbroji Slovenských vzdušných zbraní ulétli 7. června 1939 pilot Jozef Hrala a mechanik Ľudevít Ivanič do Polska. Společně s nimi ulétlo šest dalších letců ve třech strojích Letov Š-328.

## Uživatelé
- Československo
  - Československé letectvo
- Německá říše
  - Luftwaffe
- Slovensko
  - Slovenské vzdušné zbraně

## Specifikace

### Technické údaje
- Osádka: 2
- Rozpětí: 17,00 m
- Délka: 12,50 m
- Nosná plocha: 58,70 m²
- Hmotnost prázdného letounu: 2330 kg
- Pohonná jednotka: 1 × Praga HS 12Ydrs
  - Výkon motoru: 632 kW

### Výkony
- Maximální rychlost: 260 km/h
- Dostup: 7500 m
- Stoupavost: 3,3 m/s

*Dolet: 950 km 

### Výzbroj
- 1 × pevný kulomet vz.28 nebo vz.30 ráže 7,92 mm
- 2 × pohyblivý kulomet vz. 30 ráže 7,92 mm
- 600–1 100 kg pum